# Ruger GP100
La Ruger GP100 è una famiglia di revolver a doppia azione sei o sette colpi (.357 Magnum), di sette colpi (.327 Federal Magnum ) o dieci (.22 LR ) costruite da Sturm, Ruger & Co., realizzato negli Stati Uniti. È stata introdotta dal 1985 come seconda generazione di revolver a doppia azione, destinati a sostituire la linea Ruger Security-Six.
È stato prodotto in una serie di varianti con tre lunghezze della canna (3 in / 76 mm, 4 in / 102 mm e 6 in / 152 mm), vari profili del tamburo (con protezioni per aste di espulsione complete o corte), mirini fissi o regolabili, e in acciaio al carbonio azzurrato e acciaio inossidabile lucido o satinato.